# ビッグ・イン・ジャパン
ビッグ・イン・ジャパン (Big in Japan) は、「日本でしか売れていない洋楽ミュージシャン」を指す俗語。
1980年代頃から日本の音楽雑誌の間で『日本でしか売れない洋楽バンド・アーティスト』を指す場合にこの用語が使われ始めたが、いつしか音楽業界以外でも使われるようになった。

## 音楽

### ポピュラー音楽
ビッグ・イン・ジャパンの一例として、アメリカのザ・ベンチャーズがある。今でも日本では全国の小都市を含めた大ツアーをできるほどの人気を有している。同じく日本のミュージシャンに大きな影響を与え、日本での人気が根強いバンドにディープ・パープルとそのファミリー（メンバーであるリッチー・ブラックモアが結成したレインボー、そのメンバーであるグラハム・ボネットが結成したアルカトラス、そのまたメンバーであるイングヴェイ・マルムスティーンなど）がいる。
1970年代は、当時最も売れていた洋楽誌『ミュージック・ライフ』が大プッシュするかどうかで、英米のロックスターの日本での人気は大きく左右された。代々女性が編集長を務めるこの雑誌は、好みのルックスやインタビューの際の好感度などが誌面に影響を与えていたことで知られる。大プッシュされた代表格としてよく語られるのが、クイーンやチープ・トリック、ジャパンである。クイーンは母国イギリスでも人気があったが、日本では初来日時の時点で本国以上の人気があり、ビッグ・イン・ジャパンの代表格として人々の記憶に残った。チープ・トリックは当初日本限定企画だったライヴ・アルバム『チープ・トリックat武道館』により、本国アメリカでブレイクを果たした。ジャパンに到っては、1970年代はイギリス含め日本以外では知っている人が珍しいといった状態であったため、日本の市場（雑誌）向けに作られたスターではないかと言われたくらいである。しかし、1980年代からは日本以外でも次第に人気を集め始め、メンバーだったデヴィッド・シルヴィアンのソロ活動も評価を得ている。
1970年代後半における典型的な「ビッグ・イン・ジャパン」のアーティスト には、ザ・ランナウェイズと、イアン・ギラン・バンドがいる。
ザ・ランナウェイズは、母国アメリカ合衆国では、最初のアルバムをビルボード200位前後に送り込むのがやっとという状況の中、日本では『チェリー・ボム（悩殺爆弾）』がティーンエイジャーを中心に人気を集め、1977年に来日公演を実現させる。テレビ出演も果たし、コンサートでは男性ファンの視線と女性ファンの歓声を一身に浴びていた。その後、ギター担当のジョーン・ジェットとリタ・フォードが、ソロ活動でアメリカでの成功を収めている。
イアン・ギラン・バンドは、イアン・ギランがディープ・パープル時代とは異なる音楽性を志向して結成したが、世界的には良い成果を得られず、契約先のアイランド・レコードとは2枚のアルバムをもって契約を打ち切られた（1枚目のアルバム『Child In Time』はポリドール・オイスターより発売）。しかし、日本では日本武道館公演をはじめとして全国をツアーで回れるほどの人気を保ち続け、その模様を収めたライブ・アルバム『ライブ・アット・ザ・ブドーカン（Live At The Budokan）』は、すでにバンドがアイランドとの契約を失くしていたことから、東芝EMIが発売元となって1978年に発売された。ギランはその後、バンド名を「ギラン」に改めて正統派のハードロックに回帰、ヘヴィメタル勃興の波に乗り、世界の表舞台に復帰することになる。前述のライブ・アルバムが日本以外でも発売されるようになったのは、ギランが完全に復活した1982年のことであった。
1980年代の終わりにデビューしたMR. BIGの場合、本国でも全米No.1ヒット曲"To Be With You"で知られるものの、1990年代後半は失速、それ以降本国での活動縮小を余儀なくされたが、日本では根強い人気を維持した。
ダーティー・プロジェクターズは、日本ではヴァンパイア・ウィークエンドに肩を並べる程度の知名度があるものの、本国・アメリカ合衆国ではBillboard 200においてヴァンパイア・ウィークエンドが3作連続で1位を獲得している一方で、ダーティー・プロジェクターズは2作連続で200位以内のチャートインを逃しており、売上の差は歴然としている（2019年時点）。
ビッグ・イン・ジャパンから生まれたバンド・アーティストも多く、その中にはボン・ジョヴィ、イン・フレイムスなどのように世界を股にかけて活動したバンドもある。1990年代ではカーディガンズが日本から人気に火がつき、英米へと広がった。
ユーロビートはその名に反して日本から逆輸出されている状況である。
韓国の音楽グループ超新星も、本国韓国より日本のほうが人気が高いと評されている。他には大国男児、SM☆SH、SHU-I、MYNAME、BOYFRIEND、Apeace、ENHYPENなどがいる。

### クラシック音楽
クラシックにも同様な例があり、テクラ・バダジェフスカの『乙女の祈り』は明治期に日本に楽譜が持ち込まれて以降、ピアノ練習曲やオルゴールの定番として親しまれる一方で母国ポーランドでは無名である。また、当地では二線級と見なされる交響楽団や歌劇場を大きく見せかけて宣伝する手段が常套的に行われるため、それらに拠点を置く音楽家が（日本人を含めて）「ビッグ・イン・ジャパン」化することがある。演奏する曲目自体は比較的万国共通である指揮者においても、東ドイツの名指揮者ヘルマン・アーベントロートのように「彼の名前が音楽ファンに知られ録音が多数発売されているのは世界中で日本だけ」と評される例もある。

### 電子音楽
ライブを伴わずに活動できる電子音楽では、ビッグ・イン・ジャパンのような例があまり見られない。 

## 文学
アイルランドの推理作家F・W・クロフツやアメリカの推理作家S・S・ヴァン・ダインは、母国では短期間のみ活躍した以降は忘れられた作家であるが、日本では長きにわたり人気を保ち続けており、特にヴァン・ダインは全作品が文庫化されて版を重ねている。
優秀な翻訳家の力により人気が上がる例もあり、藤本和子が翻訳を手がけたリチャード・ブローティガン（他にフランスでも評価が高い）や、柴田元幸が手がけたレベッカ・ブラウンなどは、本国アメリカ以上に日本での人気があるといわれる。推理小説『二流小説家』（原題:The Serialist）の作者デイヴィッド・ゴードンも、本国アメリカよりも日本での知名度が高い。
ヴィクトール・フランクル『夜と霧』は、本国では1946年に出版されたものの2版のみで絶版となっていたが、日本語訳が1956年にみすず書房から出版されベストセラーとなったことで再評価され、以後世界的に広まったとされている。
スタニスワフ・レムやストルガツキー兄弟など東側諸国のSF作家・小説は、アメリカなどの西側諸国ではまったく知られていなかったが、日本のSFファンダムで高い評価を得た後、日本経由で西側諸国に紹介された。特にレムはアメリカのSF界にレム・ブームを起こした。
かつてギネスブックに「世界最長の小説シリーズ」として記録されていたドイツのSFシリーズ『宇宙英雄ペリー・ローダン』は、英訳版などのほとんどの翻訳版が打ち切られる一方で、日本では根強いファンを獲得し、日本語版は2010年1月の第368巻からは月2回の刊行となっており、ドイツ語圏周辺に次ぐ人気がある。

## 映像作品
映画監督のサム・ペキンパーはアメリカでは『ゲッタウェイ』（1972年）が一度ヒットしたのみで鳴かず飛ばずであったが、日本においては『ワイルドバンチ』（1969年） や『ガルシアの首』（1974年） や『戦争のはらわた』（1977年）などを中心に高く評価されヒットした。数多くの日本の映画作家がペキンパーの影響やリスペクトを公言しており、アメリカ本国でも徐々に再評価されるようになった。
いわゆるB級パニック映画の製作で知られるアサイラムは、売り上げのかなりの部分を日本での興行収入が占めている。また日本のみ劇場公開となる作品もある。
アラン・パーカー脚本の映画『小さな恋のメロディ』（1971年）は本国イギリスでは全くヒットせず酷評されたが、日本では大ヒットして根強い人気を保ち続けており、日本でのみサウンドトラックCDが発売された。
韓国のTVドラマ『冬のソナタ』は韓国においてはあまりヒットしなかったが、日本においては韓流ブームの火付け役となるほどの人気が出た。

## 美術
クリスチャン・ラッセンの絵画はバブル期の日本で一世を風靡したが、本国アメリカでは無名に近い。

## ファッション
ハンティング・ワールド、オールドイングランドなどは日本で突出して人気が高いファッション・ブランドである。
ハンティング・ワールドは伊藤忠が全世界の販売権を保有し、2018年からは「White Mountaineering」のデザイナーである相澤陽介がディレクションを担っている。
オールドイングランドは2011年に三喜商事が商標権を買収し、
1867年にパリのキャプシーヌ通りとヴォルネイ通りの角に誕生した1号店が2012年に145年の幕を閉じて閉店した際には、フランス語、英語、日本語の3言語で閉店を知らせる告知の張り紙をするなど、日本との結びつきも強い。

## スモール・イン・ジャパン
1980年代の後半頃から『ミュージック・ライフ』に登場し始めた「スモール・イン・ジャパン」という派生語がある。「スモール・イン・ジャパン」のアーティストらの特徴は、その本拠地たる西洋諸地域（多くの場合アメリカ合衆国）ではその名を知らない者がほとんどいないほど有名かつ成功した存在であり、しかも日本でメディアを巻き込んだ宣伝戦略を盛大に展開したことがあるのもかかわらず、日本で満足な商業的成功が見られないというものである。代表的なところでは、記録的な赤字を出した1970年代前半当時のジェームス・ブラウンが挙げられる。
尚、スモール・イン・ジャパンと呼ばれるバンドやミュージシャンでも、来日公演ではアリーナ、ドーム公演を成功させている者もいれば、一度も来日公演が実現していない者もいる。
21世紀に入ると洋楽離れが進行し、海外有名歌手が来日公演してもスモールになってしまう現象が起きるようになった。

### 他国のスモール化
自国のみで満足な商業的成功が見られず、他国で熱烈に愛好される音楽ジャンルはポピュラー音楽のみにとどまらない。
クラウス・フーバーは「スモール・イン・スイス（祖国スイスでは無名だが、フライブルク音楽大学の教授であったためドイツでは知らない人はいない）」になってしまった例であり、日本以外でもスモール化はみられる。
ガリーナ・ウストヴォーリスカヤは、CDは国外のレーベル(オランダ、スイス、ドイツ、ベルギー)から発売されることが圧倒的に多く、版権はドイツのSikorskiのままで、事実上の「スモール・イン・ロシア」である。
フレデリック・ジェフスキーは日本の全音楽譜出版社、スイスのAdesso から楽譜を出版し、LPの初リリースはイタリアで行われたため、長らくの「スモール・イン・アメリカ」であった。このため、過去のCDも次々と絶版になっている。